# 樽木栄一郎
樽木 栄一郎（たるき えいいちろう、1979年9月10日 - ）は、日本のシンガーソングライター。

## 来歴
広島県・福山市生まれ。親は音楽教室を開いており、親の職業柄、子供のときからギター、ベース、ピアノなどをいじっていた。12歳のとき父親がドラムセットを買ったのをきっかけにドラムを習い始めた。14歳でバンドを組み、広島県立福山明王台高等学校在学中に本格的に作曲を始める。18歳でプロドラマーを目指し、上京。アーティストのサポートなどをしつつ、作曲もしていった。そんなある日、スティーヴィー・ワンダーのビデオを見て涙した樽木はシンガーソングライターになることを決意する。
尊敬する音楽家達のルーツを辿り、ジャズ・ボサノヴァ・ファンク・フュージョン・ソウル・AORなどを聞いて色々な表現の仕方を学ぶ。そして、その色々なジャンルのスパイスをちりばめた曲を作りつつ、都内近郊ではドラムとベースを入れたバンド形態にてライブをするなど、メジャーデビューに向けて活動をしていた。
インディーズで2002年10月20日に、ミニアルバム「Modern Sleep Mode」をリリース。
2003年6月25日にマキシシングル「I'm a loser」でメジャー・デビュー。
2012年9月12日、8年振りとなるフルアルバム「Mederu」をリリース。
2014年4月19日、約10年前のバンド編成の音源を使用した「ANALOG」をリリース。
2014年12月18日、SEGAのアーケード音楽ゲームmaimaiに「planet dancer」を提供。
2015年3月に東京 両国国技館で開催された『TOKYO GUITAR JAMBOREE』に唯一フリーランスのインディーアーティストとして出演し、トータス松本、玉置浩二、奥田民生、岸田繁等と共演。
2019年2月25日、『リズム＆ドラム・マガジン2019年4月号』に宮川剛×樽木栄一郎として表紙を飾り、10ページにも及ぶ特集が組まれる。
2019年3月6日、『樽木栄一郎 & 宮川剛 DUO LIVE at SASAGURI／TAMAYA』 ［Live Album］をリリース。
現在はギター1本で日本中を回り、独創的かつ芸術性豊かなギター弾き語りスタイルでカフェ、雑貨屋、ギャラリー、古民家、美容室、本屋など、場所を選ばず様々なシチュエーションでライブを行っている。また“変わりダネ”として人の家の玄関、トイレ、電車の車両などでの開催もあったと言う。余談ではあるが電車の車両ライブはゲリラ開催であり、多いときは週4で行った結果 苦情が入り1年間JRを出禁になった事があるという。2016年のライブの本数は300本超え。絵描きやデザイナー等、異業種のクリエイターとのコラボも展開。

## ディスコグラフィー

### シングル
| 発売順 | 発売日         | タイトル           | 備考 |
| 1st    | 2003年6月25日  | I'm a loser        | メジャーデビューシングル I'm a loser：「GUITARFREAKS 9thMIX」&「drummania 8thMIX」 提供曲 mr.bobby：「GUITARFREAKS 10thMIX」&「drummania 9thMIX」 提供曲 |
| 2nd    | 2004年2月25日  | 音の出ない月の下で | kitty：TVアニメ「勇午〜交渉人〜」エンディングテーマ |
| 3rd    | 2004年5月26日  | My name            | modern size：TVアニメ「勇午〜交渉人〜」オープニングテーマ                                                                                                |
| 4th    | 2004年11月21日 | Crosstalk          | |
|        | 2023年2月22日  | セツナ/Linto       | |
|        | 2023年12月15日 | I'm a Loser [2023] | |

### アルバム
| 発売順        | 発売日         | タイトル                                         | 備考 |
| Indies        | 2002年10月20日 | Modern Sleep Mode                                | インディーズ時代にリリースしたミニアルバム |
| 1st           | 2004年6月23日  | PUZZLE                                           | PUZZLE：「GUITARFREAKS 11thMIX」&「drummania 10thMIX」 提供曲                                                                                     |
| 2nd           | 2012年9月12日  | Mederu                                           | 盟友トランペッター島裕介と作り上げた自信作 |
| Concept Album | 2014年4月19日  | ANALOG                                           | 約10年前に録音されたバンド編成の未発表音源を収録したアルバム                                                                                      |
| 3rd           | 2015年1月21日  | iro dori                                         | 年間200本の旅(ライブ)から産まれた楽曲を収録したニューアルバム                                                                                     |
| 4th           | 2017年4月5日   | Rococo                                           | 北欧レコーディング。安部潤指揮の元、ベースにクリス・ミン・ドーキー、ドラムにヨナス・ヨハンセンを迎え、デンマーク コペンハーゲンのスタジオで録音。 |
| Live Album    | 2019年3月6日   | 樽木栄一郎 & 宮川剛 DUO LIVE at SASAGURI／TAMAYA | ドラマー宮川剛とのデュオアルバム。ライブ会場限定販売                                                                                              |
| 5th           | 2020年3月4日   | ett                                              | |
| Live          | 2020年2月5日   | Live at SASAGURI/TAMAYA                          | |
| Live          | 2022年10月31日 | Live at SASAGURI/TAMAYA Vol.2                    | |
| 6th           | 2023年7月12日  | tau                                              | |